# Brunhild Kurth

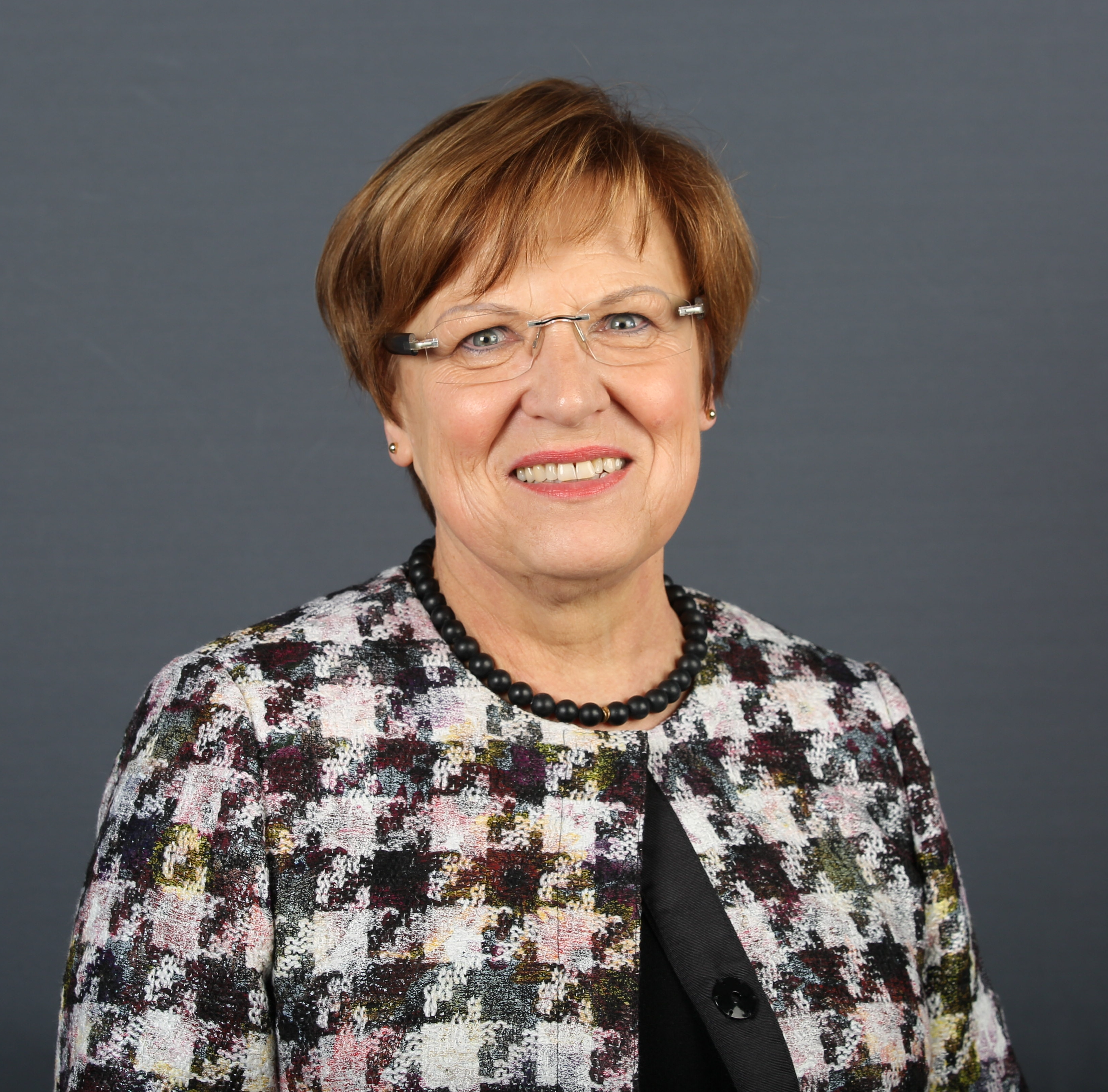
Brunhild Kurth (2016)

Ruth Brunhild Kurth (* 28. April 1954 in Burgstädt) ist eine deutsche Politikerin (CDU) und ehemalige Schullehrerin. Von 2012 bis 2017 war sie sächsische Staatsministerin für Kultus, im Amtsjahr 2015 Präsidentin der Kultusministerkonferenz.

## Biografie
Kurth besuchte 1960 bis 1968 die Polytechnische und anschließend bis 1972 die Erweiterte Oberschule in Burgstädt. Von 1972 bis 1976 studierte sie an der Martin-Luther-Universität Halle-Wittenberg und schloss das Studium als Diplom-Lehrerin ab. Als Biologie- und Chemielehrerin war sie von 1976 bis 1990 tätig. Von 1990 bis 2001 arbeitete sie als Schulleiterin des Gymnasiums Burgstädt. Als Referatsleiterin war sie 1999/2000 ein Jahr lang ans Regionalschulamt Chemnitz abgeordnet. Von 2001 bis 2004 leitete sie das Referat Gymnasien, Abendgymnasien und Kollegs im Sächsischen Staatsministerium für Kultus. Von 2004 bis 2006 war sie Direktorin des Regionalschulamtes Zwickau und ab dem 1. Januar 2007 Direktorin der Sächsischen Bildungsagentur. Von diesem Posten trat sie Anfang Mai 2011 aus persönlichen Gründen zurück und wurde anschließend Leiterin der Chemnitzer Regionalstelle der Bildungsagentur.
Kurth ist verheiratet und hat eine Tochter.

## Politik
Zwei Tage nach dem Rücktritt des CDU-Politikers Roland Wöller wurde Brunhild Kurth am 22. März 2012 zur sächsischen Kultusministerin ernannt und am 3. April vereidigt. Kurz zuvor hatte Ministerpräsident Stanislaw Tillich dem Ministerium die Zuständigkeit für den Bereich Sport, Breitensport und Verbändewesen entzogen und dem Sächsischen Staatsministerium des Innern zugeschlagen. Sie gehörte dem Kabinett Tillich II zunächst als parteilose Politikerin an, bis sie im Herbst 2013 in die CDU Sachsen eintrat. Bemerkenswert war, dass sie Mittelschulen in Oberschulen umbenannte. Während ihrer Amtszeit hatte sie insbesondere mit den Auswirkungen des eingetretenen Lehrermangels und dem daraus resultierenden Unterrichtsausfall an sächsischen Schulen zu kämpfen, für den sie unter starker Kritik stand. Am 29. September 2017 erklärte sie – wenige Tage nach der Bundestagswahl – aus „privaten Gründen“ ihren Rücktritt. Sie wolle mehr Zeit für ihre Familie aufbringen und nach Stuttgart ziehen.